# Lomtjärnen (Bjurholms socken, Ångermanland, 709956-164611)
Lomtjärnen är en sjö i Bjurholms kommun i Ångermanland och ingår i Lögdeälvens huvudavrinningsområde. Sjön har en area på 0,082 kvadratkilometer och ligger 249,2 meter över havet.

## Delavrinningsområde
Lomtjärnen ingår i det delavrinningsområde (710002-164527) som SMHI kallar för Mynnar i Lögdeälven. Medelhöjden är 299 meter över havet och ytan är 4,21 kvadratkilometer. Räknas de 29 avrinningsområdena uppströms in blir den ackumulerade arean 94,26 kvadratkilometer. Holmsjöbäcken som avvattnar avrinningsområdet har biflödesordning 2, vilket innebär att vattnet flödar genom totalt 2 vattendrag innan det når havet efter 83 kilometer. Avrinningsområdet består mestadels av skog (98 procent). Avrinningsområdet har 0,08 kvadratkilometer vattenytor vilket ger det en sjöprocent på 1,9 procent.